# Робинсон, Фрэнк Малькольм
Фрэнк Малькольм Робинсон (англ. Frank M. Robinson; 9 августа 1926, Чикаго, штат Иллинойс — 30 июня 2014, Сан-Франциско, США) — американский писатель-фантаст, автор технотриллеров.

## Биография
Участник Второй мировой войны. Служил в ВМФ США специалистом по радарам. После окончания войны в 1950 году окончил колледж Белойт (штат Висконсин) с дипломом физика.
Писать начал в студенческие годы. Работы найти не смог и вновь вступил во флот. Участвовал в Корейской войне. Тогда же начал печататься в журнале фантастики «Astounding Science Fiction».
После службы на флоте, учился журналистике в Северо-Западном университете в Эванстоне (штат Иллинойс). В 1956—1959 работал в редакции научного журнала «Science Digest». Затем в мужских журналах «Rogue» (1959—1965) и «Cavalier» (1965—1966). В 1969 году «Playboy» предложил ему стать колумнистом.
С 1973 занялся профессионально писательским творчеством.
Кроме этого, Робинсон был спичрайтером Харви Милка, а после убийства стал соисполнителем его завещания.

## Творчество
Автор 16 книг, редактор двух других, множества рассказов и статей.
Три из его романов были экранизированы. Роман «The Power» (1956) в жанре сверхъестественной научной фантастики, рассказывающий о правительственном заговоре с людьми, обладающими сверхчеловеческими навыками, экранизирован в 1968 году над названием «Власть». Технотриллер «Glass Inferno» (написан в соавторстве с Томасом Скортиа) экранизирован в 1974 году, как фильм-катастрофа «Ад в поднебесье» и был удостоен трёх премий «Оскар», а также BAFTA и «Золотой глобус». В соавторстве Томасом Скортиа, по его роману триллеру «The Gold Crew» был в 1986 году снят мини-сериал NBC под названием «The Fifth Missile».

## Избранные произведения на английском языке
- Тhe Donor, Forge Books 2004
- The Great Divide (with John Levin), Forge Books 2004
- Art of Imagination (with Robert Weinberg, Randy Broecker), Collectors Press, 2002
- Science Fiction of the 20th Century, Collectors Press 1999
- Waiting, Forge Books 1999
- Pulp Culture (with Lawrence Davidson), Collectors Press 1998
- Death of a Marionette (with Paul Hull), Forge Books 1995
- The Dark Beyond the Stars, Tor Books 1991
- Blow-Out (with Thomas N. Scortia), Franklin Watts 1987
- The Great Divide (with John Levin), Rawson/Wade 1982
- A Life in the Day Of… (Short story collection), Bantam 1981
- The Gold Crew (with Thomas N. Scortia), Warner Books 1980
- The Nightmare Factor (with Thomas N. Scortia), Doubleday 1978
- The Prometheus Crisis (with Thomas N. Scortia), Doubleday 1975
- The Glass Inferno (with Thomas N. Scortia), Doubleday 1974
- The Power, J.B. Lippincott 1956

## Избранные произведения Фрэнка Малкома Робинсона, выходившие на русском языке
- «Лабиринт» (1950).
- «Телемпат»,
- «Звёздный танец»,
- «Мыслеубийца»,
- «Давление времени»,
- «Ночь власти»,
- «Бесплатный обед»,
- «Очень плохие смерти»,
- серия рассказов о звездном «салуне Кэллахэна».

## Экранизации
- Власть, The Power, MGM, 1968 (продюсер Джордж Пал)
- Вздымающийся ад (Ад в поднебесье), The Towering Inferno, 20th / Warners 1974 (продюсер Ирвинг Аллен (Irwin Allen))
- The Fifth Missile (aka The Gold Crew), NBC weekly movie 1986

## Награды
- Премия «Хьюго» за нехудожественное произведение («Science Fiction of the 20th Century», 2000)
- Лауреат литературной премии Зал славы фантастики Первого фэндома (2001 год)
- Лауреат литературной премии Emperor Norton Award (2004)
- Лауреат литературной премии The Moskowitz Archive Award (2008)
- Лауреатом специальной премии Honoree по SFWA (Американской ассоциации писателей-фантастов (Science Fiction and Fantasy Writers of America)

В 2009 году внесён в Зал Славы геев и лесбиянок Чикаго (Chicago Gay and Lesbian Hall of Fame).